# Sofia Augusta d'Anhalt-Zerbst
Sofia Augusta d'Anhalt-Zerbst (en alemany Sophia Augusta von Anhalt-Zerbst) va néixer a Zerbst (Alemanya) el 9 de març de 1663 i va morir a Weimar el 14 de setembre de 1694. Era filla del príncep Joan VI d'Anhalt-Zerbst (1621-1667) i de Sofia Augusta de Schleswig-Holstein-Gottorp (1630-1680).

## Matrimoni i fills
L'11 d'octubre de 1685 es va casar a Zerbst amb el duc Joan Ernest III de Saxònia-Weimar (1664-1707), fill de Joan Ernest II de Saxònia-Weimar (1627-1683) i de Cristina Elisabet de Schleswig-Holstein-Sonderburg (1638-1679). El matrimoni va tenir cinc fills: 
- Joan Guillem (1686-1686)
- Ernest August (1688-1748), casat primer amb la princesa Elionor Guillemina d'Anhalt-Köthen (1696-1726), i després amb Sofia Carlota de Brandenburg-Bayreuth (1713-1747)
- Elionor Cristiana (1689-1690)
- Joana Augusta (1690-1691)
- Joana Carlota (1693-1751)